# Qixing
För andra betydelser, se Qixing (olika betydelser).
Qixing är ett stadsdistrikt i Guilin i den autonoma regionen Guangxi i sydligaste Kina.